# Tiana (Disney)
Tiana es la protagonista de la película de Disney The Princess and the Frog (La Princesa y el Sapo o Tiana y el Sapo) de 2009. Creada por los directores Ron Clements y John Musker y animada por Mark Henn, Tiana, como adulta, tiene la voz de Anika Noni Rose, mientras que Elizabeth M. Dampier da voz al personaje cuando era niña.
Está basada libremente en dos princesas: la princesa Emma, la heroína de la novela de 2002 de E. D. Baker, La princesa rana, y la princesa del cuento de hadas de los hermanos Grimm "El príncipe rana", que inspiró la novela de Baker. El personaje también se inspiró en la famosa chef de Nueva Orleans Leah Chase.
Tiana es representada como una camarera trabajadora que sueña con abrir su propio restaurante. Ella encuentra su progreso estancado cuando se transforma en una rana después de besar desesperadamente a un príncipe que ha sido convertido en uno por un malvado brujo.
Tiana ha sido recibida en su mayoría de manera positiva y los críticos elogiaron su personalidad y valores. Sin embargo, la descripción de Tiana y su comunidad ha sido criticada por carecer de "énfasis en las cuestiones raciales". La decisión de representar a los dos personajes principales, Tiana y Naveen, como ranas durante la mayor parte de la película también ha causado controversia, y algunos dicen que minimiza las identidades de los personajes. Ella es el noveno miembro de la franquicia Princesas Disney, siendo el primer personaje en ser añadido oficialmente como expansión a la franquicia, y es conocida por ser la primera Princesa Disney afroamericana en la franquicia.

## Desarrollo del personaje

### Concepción y etnia
Según el codirector John Musker, la adaptación del cuento El príncipe rana de los hermanos Grimm a un largometraje animado había sido un tema en Walt Disney Animation Studios durante 18 años. El proyecto fue archivado repetidamente porque el estudio no logró crear una versión con la que estaban satisfechos. Disney compró los derechos de The Frog Princess, una novela de ED Baker basada en el cuento de hadas, en 2006. Los codirectores Ron Clements y Musker fueron contratados para dirigir el estudio en otro intento de adaptar el cuento de hadas, eligiendo Nueva Orleans de los años 20 como el lugar. Aunque originalmente se concibió como una película animada por computadora, Clements y Musker lucharon para que The Princess and the Frog se animara tradicionalmente. 

## Apariencia
Tiana es de tez oscura, tiene ojos marrones y cabello negro y rizado.

## Historia

### The Princess and the Frog
Es una joven camarera llamada Tiana que sueña con ser dueña de su propio restaurante algún día. Durante una noche, ella se encuentra con el Príncipe Naveen, quien ha sido convertido en una rana por el Doctor Facilier, un malvado brujo vudú, y creyendo que ésta es una princesa debido a que iba vestida como tal con un vestido de su amiga ya que se había manchado el suyo de camarera que usaba, le dice que si le besa se convertirá de nuevo en humano. Sin embargo, tras darle un beso, es Tiana quien se convierte también en rana, igual que el Príncipe Naveen. Los dos, convertidos en ranas, van en busca de alguien que rompa el hechizo.